# Fides
För asteroiden, se 37 Fides.

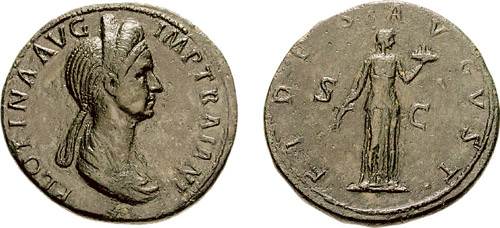
Mynt med Pompeia Plotina på ena sidan och Fides på den andra.

Romerskt bronsmynt med gudinnan Fides, 238-239 - Skoklosters slott - 110743

Fides (latin för "tro") är i romersk mytologi trohetens gudinna.  Den romerska senaten undertecknade och förvarade statliga fördrag med andra länder i hennes tempel på Capitolium, där hon ansågs skydda dem.
Fidis tillbads även under namnet Fides Publica Populi Romani (ungefär "Romerska folkets allmänna trohet"). Hon avbildas som en ung kvinna med en olivträdskvist, med en skål eller sköldpadda, eller en militär symbol i handen. Hon bär en vit slöja eller stola, och hennes präster bar vita kläder, vilket visar på hennes kopplingar till de högst uppsatta gudarna Jupiter och Dius Fidius. Hennes tempel, som dateras till 254 f.Kr., låg i närheten av Jupitertemplet på Capitolium.